# PopIn
popIn株式会社（ポップイン、英語:  popIn Inc.）は、インターネット事業を主とする日本の会社。
ネイティブ広告に対応したコンテンツ発見プラットフォームを中心としたインテリジェント化サービスの提供を主な事業とする。
2015年6月よりバイドゥ株式会社の子会社となる。

## 概要

### 起業の前史
中国河南省の出身であり、東京工業大学から東京大学大学院情報理工学研究科へ進学していた程涛（テイ・トウ）が修士2年生であった2008年7月に設立した会社である。当時、程は自然言語処理の研究と並行してユーザーインターフェイスの研究をしており、現在のスマートフォンではよく用いられている表示画面に記されている記事の一文をなぞってコピー＆ペーストして検索エンジンへ遷移する際に、周囲の情報を邪魔する“Pop Up”ではなく、表示されている記事の中に検索結果などを埋め込んで表示するユーザーインターフェイスとして「popIn」を開発していた。後に株式会社東京大学エッジキャピタル/東京大学エッジキャピタルパートナーズ(UTEC)の代表取締役社長である郷治友孝の支援を受けて産学連携の学内ベンチャーとして起業されたものである。なお、当時程は留学生であることから留学ビザの在留資格では代表取締役になることが出来なかったため、同研究室に在籍していた寺田博視が翌年4月に控えた内定先就職までの間に代表取締役を務めていた。

### サイト内検索エンジンの開発
起業当初は、個人ブロガー向けに「popIn」を提供していたが、思うように収益を出すことができず2009年（平成21年）後半には資金が尽きかけていた。しかし、同時期にニュースメディア大手のマイナビより、サイト内検索エンジンの作成オファーを受ける。現在ではニュースメディアの新着記事検索は容易に運用できるが、2009年当時はGoogleでも作成が難しいとされていた。程はプログラマーとして自然言語処理も検索エンジンも学んでいた関係からサイト内検索エンジンもサービスとして提供することができた。このサイト内検索エンジン開発が関連記事のレコメンドエンジン開発にも結びつき、会社の方向転換としてBtoCからBtoBへのビジネスモデルにシフトすることになった。2013年（平成28年）度には単月黒字を達成した。

### 読了率を測るREADサービスの開発
また、程によってWebコンテンツの読了状況を正確に測定する技術としてREADサービスを開発し、2012年（平成27年）8月28日には特許を取得する。READサービスはコンテンツマーケティングにおける効果指標として普及が進んでおり、Yahoo!コンテンツディスカバリーにおける調査プランとして、マクロミルの「Accessmill」（行動ログと意識を組み合わせた新リサーチ手法）においても本サービスが採用されているほか新聞社、雑誌社等の大手メディアを中心に300媒体以上で採用されている。

### popIn Aladdinのシリーズ展開
2018年（平成30年）にはハードウェア開発にも進出し、世界初の照明一体型プロジェクター「popIn Aladdin（ポップイン アラジン）」を発売する。「popIn Aladdin」は、プロジェクターとスピーカー、シーリングライトが一体となったスマートライトであり、動画配信サービスの映像やブルーレイプレーヤーと連携すればテレビ番組も部屋の壁に投影できるものであり、本の読み聞かせや言葉を学べる子ども向けコンテンツも含まれたものである。コロナ禍による巣ごもり需要の高まりと併せて、2021年（令和3年）5月時点で累計で12万台を販売している。2020年（令和2年）4月には、設置場所と映像を投影する壁との距離が近くても見やすくなるよう専用の短焦点レンズを搭載した「popIn Aladdin2」を発表し、同年8月には低価格モデルである「popIn Aladdin SE」を発表している。なお、「popIn Aladdin」等のハードウェア事業は2022年8月に中国のXGIMIに売却している。

### スイカゲームのヒット
スイカゲームは、当初「popIn Aladdin」用のコンテンツとしてリリースされたが、2021年12月にNintendo Switchに移植された。2023年9月になって、あるYoutuberにより紹介された事を契機に爆発的なヒットとなった。

## 沿革
2008年
7月：東京大学大学院情報理工学研究科修士2年生の程涛が学内ベンチャーとして創業する。
2012年
8月28日：READサービスの特許を取得する。
2014年
4月2日：記事コンテンツの評価指標として「READ」をリリースする。
8月18日：「READ」の計測値をもとに５つのメディアタイプ（新聞社・ポータル・ライフスタイル・ITビジネス・オウンドメディア）別にREAD指標を分析した「READ BENCHMARK」をリリースする。
9月24日：どれだけ読まれたのかを測定し、ブランドリフト効果を定量化するレポート「READ Insight」をリリースする。
2015年
6月8日：百度の日本法人であるバイドゥ株式会社と経営統合し、バイドゥ株式会社の子会社である。